# Armin Schwarz (Rallyefahrer)
Armin Schwarz (* 16. Juli 1963 in Neustadt an der Aisch) ist ein deutscher Rallyefahrer.

## Karriere
Schwarz fuhr zunächst in verschiedenen deutschen Serien, wo er einige Siege errang. Seine Profikarriere begann im Jahr 1987. In den Jahren 1987 und 1988 wurde Schwarz Deutscher Meister. Ab 1988 nahm er an der Rallye-Weltmeisterschaft teil. Seinen größten Erfolg in dieser Serie verzeichnete er 1991 mit dem Gewinn der Rallye Spanien. Außerdem wurde er 1996 auf Toyota Celica GT-Four Europameister. Schwarz fuhr zuletzt für Škoda in der Rallye-Weltmeisterschaft und beendete seine Karriere in der Rallye-WM zum Ende der Saison 2005. Ein Jahr später übernahm er den Posten des Team-Managers beim österreichischen Red-Bull-Rallye-Team. Neben seiner Rennfahrertätigkeit arbeitete er als Experte bei den TV-Übertragungen der Sender RTL, n-tv und Sport 1.
Seit 2007 startet Armin Schwarz bei den einzelnen Off-Road-Rennveranstaltungen der amerikanischen Wüstenrennserie SCORE International Off-Road Racing Series (u. a. Baja 1000) im All German Motorsports Team. 2009 holte Schwarz die Rennserie nach Deutschland. 2009 war er Mitinitiator der BAJA 300 POWERDAYS Germany, der heutigen Baja Europe.
Jedes Jahr im Februar und März bietet er mit der Armin Schwarz Driving Experience ein mehrtägiges Winterfahrtraining mit Spikereifen auf Schnee und Eis an. Das Training findet in Lappland nahe der Stadt Levi (Finnland) statt. Dabei können die Teilnehmer aus einem Anfänger- sowie einem Fortgeschrittenen-Programm wählen.
Seit 2021 ist er Vize-Präsident des Deutschen Sportfahrer Kreises.
Schwarz lebt in Ehrwald in Österreich, ist verheiratet und hat zwei Kinder. Sein Sohn Fabio (* 2005) nimmt seit 2019 selbst an internationalen Rallyes teil.